# المناعية
المناعية هي قرية تابعة لمركز الصويدرة في منطقة المدينة المنورة بالمملكة العربية السعودية.